# Chthonasellus bodoni
Chthonasellus bodoni is een pissebed uit de familie Asellidae. De wetenschappelijke naam van de soort is voor het eerst geldig gepubliceerd in 1991 door Argano & Messana.